# Hengist
Hengist eller Hengest (død cirka 488) var en jysk hærfører, som ifølge myten sammen med sin bror Horsa skulle have anført den germanske indvandring til de britiske øer i 400-tallet. Navnet betyder hingst på angelsaksisk eller oldengelsk. 
Ifølge myten var han en jysk hærfører, som sammen med Horsa kæmpede mod keltiske stammer og vandt et område i det sydøstlige England omkring Kent. Havnen, hvorfra jyderne og anglerne satte over til Britannien skulle have været Venningsted på den nuværende ø Sild. Den Angelsaksiske Krønike daterer hans død til 488, men det er ikke oplyst, hvordan han døde. 
Ideen om krigertvillinger er et vanligt mytologisk træk. Den første historiske kilde som fortæller om Hengest og Horsa er Beda den ærværdige, som levede to århundreder senere. Ifølge Beda var de sønner af en jysk høvding med navn Withgils. Brødrene indgik ifølge Beda en aftale med den romansk-keltiske hærfører Vortigern. De skulle hjælpe briterne i kamp mod pikterne og kelterne. Beovulfkvadet omtaler Hengist som halv-daner.
1. ↑  Navnet er anført på engelsk og stammer fra Wikidata hvor navnet endnu ikke findes på dansk.
2. ↑  Navnet er anført på engelsk og stammer fra Wikidata hvor navnet endnu ikke findes på dansk.